# Mohrova vaga
Mohrova vaga služi za odredjivanje gustine neke tečnosti. To je hidrostatička vaga I pri odredjivanju gustine tečnosti prema poznatoj gustini tela sa kojim se meri potisak.
Mohrova vaga se sastoji od poluge, čiji kraci nisu jednake dužine, slično kao poluga kod vage. Na jednom kraju vage se obesi telo (obično od stakla) a na drugoj stani poluge nalazi se teg koji se uz pomoć zavrtnja može podesiti tako da je poluga u ravnoteži. 

## Postupak merenja
Prvi korak pri merenju jeste uspostavljanje ravnoteže, odnosno izjednačavanje momenta sila na kracima, dok telo visi u vazduhu.  Zatim telo potpuno potapamo u tečnost poznate gustine (destilovana voda), i na njega počne da deluje sila potiska, koja deluje u suprotnom smeru od težine tela. Ovo narušava ravnotežu i vaga postaje neuravnotežena. Da bi se ravnoteža ponovo uspostavila, na desni krak Mohrove vage mora se primeniti sila u suprotnom smeru od sile potiska, npr. dodatna težina. To najlakše mogu postići jahači koji vise na kukama desnog kraka vage, sve dok se ponovo ne uspostavi ravnoteža. Tada će moment sile potiska (koja je narušila ravnotežu) biti nadoknadjen momentom sile jahača (koji je ponovo uspostavio ravnotežu), odnosno njihovi iznosi će biti jednaki. Poluga je podeqena na deset jednakih delova i svaka podela je označena zarezom na koji se stavlja teg-jahač. U ravotežnom stanju rastojanje tega- jahača određuje potisak a time i gustinu ispitivane tečnosti. 

## Određivanje gustine
Usled delovanja sile potiska , ravnoteža mohrove vage će se uvek poremetiri . Kako se zapremina tela tela koje je potopljeno ne menja, za dve različite tečnosti važi:
{\displaystyle {\frac {Fpot_{1}}{Fpot_{2}}}={\frac {\rho _{1}}{\rho _{2}}}}
Gde je : 
{\displaystyle \rho _{1}} -gustina vode
{\displaystyle \rho _{2}} - gustina tečnosti
{\displaystyle {\frac {Fpot_{1}}{Fpot_{2}}}} - odnos sila potisaka koje deluju na telo u dve različite tečnosti.

## Literatura
1. Mićo M., Mitrović (2020). . Fizika 7. Beograd: Saznanje. ISBN 978-86-89679-09-0.
2. Vučić, Vlastimir (1982). Osnovna merenja u fizici. Naučna knjiga.